# Benet Mas i Vaquer
Benet Mas i Vaquer de Son Montserrat (Santa Maria del Camí, 1932-1987), va ser un ceramista i escultor.
Després de fer estudis al seminari va ajudar els seus pares a les feines pageses de la propietat familiar, Son Monserrat. A finals dels anys seixanta va ser regidor i, de manera temporal, batle de Santa Maria. Després va destacar com a ceramista i escultor. La seva darrera etapa es va dedicar quasi per complet al treball del fang, en el qual aconseguí una obra original, marcada per la simplicitat i l'expressió de la força dels elements naturals.
En el darrer quart del segle xx, a partir de la iniciativa i treball de recerca històrica i musicològica de Gregori Negre i Bover, contribuí amb Carme Hermoso a la recuperació de l'ocarina,
instrument musical popularitzat a Mallorca a finals del s. XIX.